# Jacob Campo Weyerman
Jacob Campo Weyerman (Charleroi, 9 augustus 1677 - Den Haag, 9 maart 1747) was een van de belangrijkste auteurs uit de periode van de Verlichting in Nederland. Zijn werk bestaat uit satirische tijdschriften, toneelstukken en schildersbiografieën.
Weyerman schreef proza in een beeldende en kleurrijke stijl, waarin straatrumoer en kroegroddels zo nu en dan doorklinken. Als kritische toeschouwer leverde hij spottend commentaar op mensen en toestanden van zijn tijd. De bijzondere literaire kwaliteit van Weyermans werk is niet de enige reden waarom zijn werk lezenswaardig is. Vooral zijn weekbladen zijn een rijke bron voor cultuurhistorische informatie. Daarin vindt men niet alleen de ideeën van de Verlichting terug maar ook de realiteit van het alledaagse leven: de koffiehuizen, modetrends en actuele verschijnselen als rariteitenkabinetten en aandelenhandel. Weyerman was bovendien goed op de hoogte van het culturele en literaire leven in Europa. Zijn persoonlijke leven was allesbehalve saai. Begin 1731 moest hij vluchten naar Vianen, toentertijd een toevluchtsoord voor mensen die door schuldeisers of de justitie werden vervolgd. Vianen leverde hem in 1738 uit aan Den Haag, waar hij tot levenslang werd veroordeeld. Hij stierf daadwerkelijk in gevangenschap.

## Publicaties
- 1726: Den Ontleder der Gebreken (vier delen)[1]
- 1729: De Levensbeschrijving der Konst-schilderessen